# 코로나19 범유행에 대한 나라별 대응
다음은 나라별 코로나19 범유행에 대한 대응에 대한 문서이다.

## 아시아

### 대한민국
신종코로나바이러스 감염증-19가 사회적으로 이슈가 되면서 여러 소식, 감염자(확진자)의 위치와 동선을 파악할 수 있도록 지도에 표시하여 볼 수 있도록 웹사이트가 만들어졌다.
- 코로나 맵 보관됨 2020-03-14 - 웨이백 머신 : 대한민국의 한 대학생이 만든 걸로 알려져 있으며, 네이버 맵을 기반으로 한 사이트이다.[1]
- Coronavirus COVID-19 : 존스홉킨스 대학교 CSSE팀에서 제공하는 사이트로 국내 뿐만 아니라 전 세계적으로 볼 수 있는 사이트이다.[2]

- 코로나바이러스감염증-19(COVID-19) : 중앙사고수습본부와 중앙방역대책본부에서 만들어진 공식 사이트이다.
- 코로나있다(CORONAITA) : 질병관리본부와 신문 기사 등에서 발췌 한 공신력 있는 정보를 기반으로 위험성을 분석하여 위험 지역을 알려주는 사이트이다.

### 중국 대륙
1월 23일, 인구 1100만명 우한시가 봉쇄되었다. 중국 당국은 비행기, 열차, 고속도로를 막았다. 우한시 봉쇄에 이어, 우한시를 포함한 16개 도시가 자체 봉쇄령으로 외부와의 교통을 차단했다.
인구 1100만명의 우한시가 봉쇄령을 발표하자, 세계보건기구(WHO)의 중국 담당 대표 가우덴 갈레아는 "이러한 조치는 대도시에서 한 번도 시도된 적 없었다"라며 "지금 단계에서는 효과가 있거나 없다고 말할 수 없다"라고 신중한 입장을 보였다. 인구가 많은 대도시의 경우에는, 외부와 차단한다는 게 사실상 불가능하다는 지적이다.
우한시 당국은 비상대책으로 마련한 4천개 병상을 1만개로 늘리기로 결정했다. 24시간 밤샘공사로 1천개 병상의 야전병원을 건설 중이며, 2월 3일 완공될 것이다.
우한시의 한 의사는 현재 우한시의 병원에 오면 오히려 교차감염(cross infection)된다면서, 집안에서 격리하는 게 차라리 낫다고 충고했다. SCMP에 따르면 병원에 환자들이 몰려들고 있지만 격리 치료를 할 수 있는 병실이 부족해 오히려 전염 위험이 크다고 지적했다. 병원에 방문했다가 전염병에 걸리는 것을 원내감염(nosocomial infection)이라고 하며, 교차감염은 원내감염의 하나인데, 우한 폐렴 관련 보도들은 교차감염이라는 용어를 주로 사용하고 있다.
유튜브에서는 우한시의 한 간호사가 중국 전역에서 9만명이 감염되었다고 말했다. 이후 간호사가 허위사실을 유포했음이 알려졌고, 중국 당국에서 처벌을 고려하고 있다고 한다.
중국 국가위생건강위원회는 우한으로 급파할 의료진 1230명을 6개조로 편성했다. 강제로 파견이 결정된 의사가 울면서 우한으로 갔다는 뉴스도 보도되고 있다.

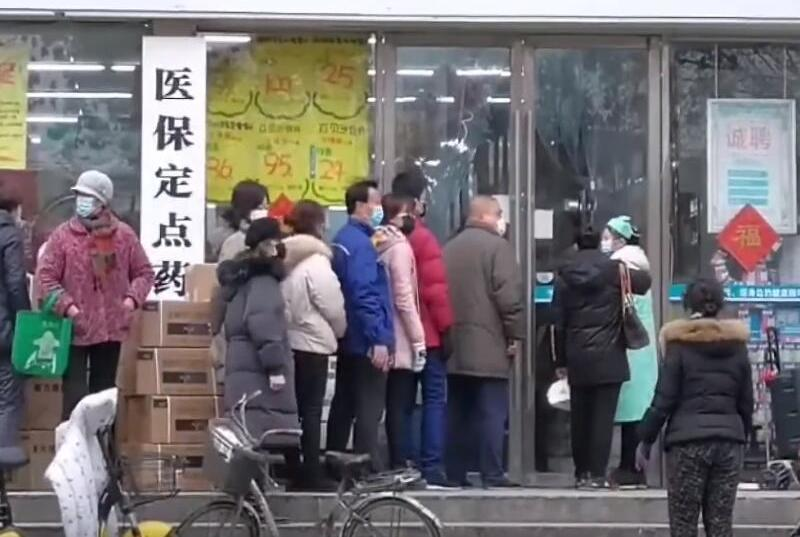
약국 앞에서 마스크와 의료 용품을 사기 위해 기다리고 있는 사람들
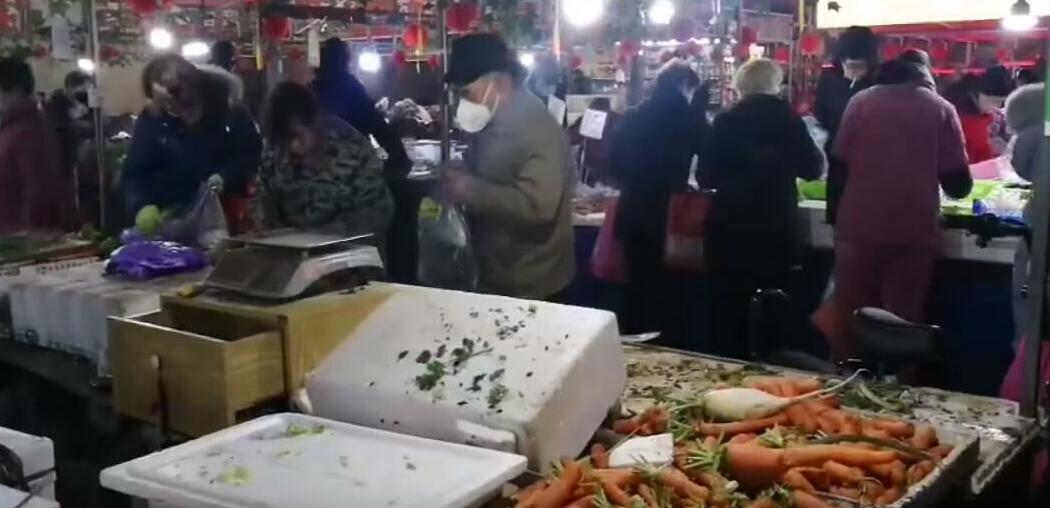
1월 23일, 식료품을 구하기 위해 인근 시장에 마스크를 찬 채 방문한 우한 시민들
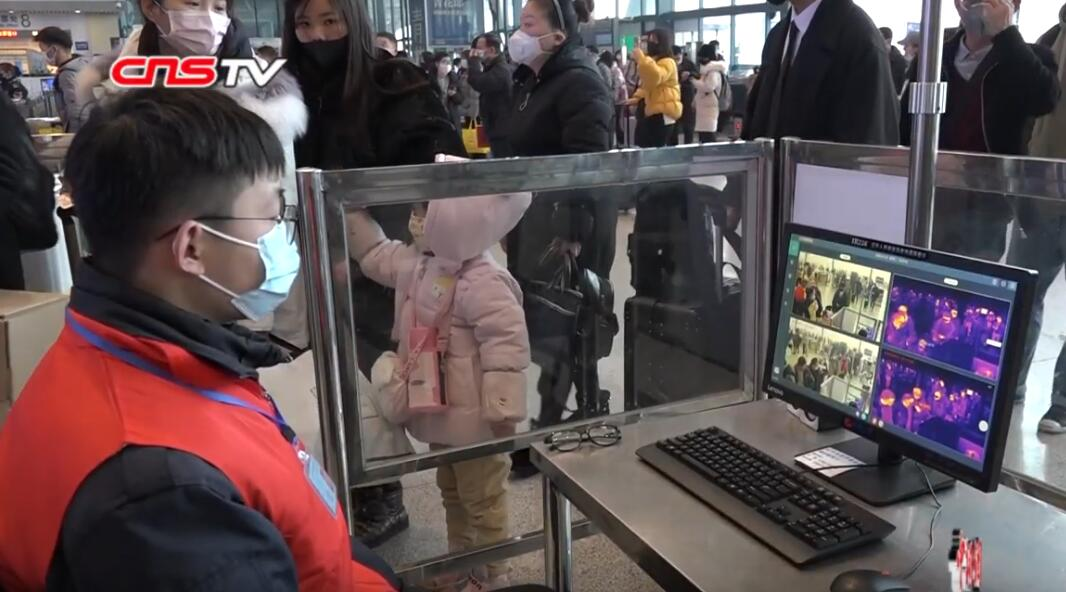
승객들의 체온을 확인하기 위해 우한역에 설치된 적외선 카메라

## 유럽

### 바티칸 시국
교황 프란치스코가 27일 예정되었던 모든 바티칸 외부의 행사들을 취소하며 코로나에 감염된 것이 아니냐는 의혹이 불거졌다. 하루 전인 26일에는 '재의 수요일 예식'을 집전하며 기침을 하는 등 감기 증상을 보이기도 했다. 이후 교황은 3월 1일에 예정되었던 사순절 피정에 건강 문제로 참여하지 못한다고 밝혔다. 이는 교황이 2013년 즉위한 이후 이례적인 일이다. 이러한 추측들에 대하여 교황청은 구체적인 병증 언급 없이 '경미한 증세'라고 설명했다.

## 오세아니아

### 뉴질랜드
1월 28일, 뉴질랜드 보건부는 코로나 사태에 대응해 국가 건강 협력 센터를 설립했다. 2월 3일, 뉴질랜드 정부는 중국에서 온 해외 여행자들이 뉴질랜드에 입국하는 것을 거부하고 뉴질랜드 국민들과 영주권자들, 그리고 그들의 가족만이 입국하는 것을 허락했다. 뉴질랜드는 2월 28일 첫 확진자가 발생했음을 확인시키고, 확진자는 최근에 이란을 방문한 60대였다. 같은 날 뉴질랜드 정부는 이란을 여행 금지 국가에 포함시켰다.

## 같이 보기
- 코로나19 봉쇄
- 코로나19 범유행이 종교에 준 영향
- COVID-19 전염병이 교육에 미치는 영향